# Pointe Saint-Mathieu
De Pointe-Saint-Mathieu ligt het departement Finistère (regio Bretagne), in de nabijheid van Le Conquet, op het gebied van Plougonvelin, en onderweg naar de haven- en marinestad Brest, die zuidelijker ligt dan Pointe-Saint-Mathieu. Het is een hoge rotsklifformatie die ver uitsteekt in zee.
Aan de Pointe Saint-Mathieu staat een indrukwekkende ruïne van een abdijkerk uit de 13e eeuw. Deze abdij met kerk was gewijd aan Saint-Mathieu (Sint-Mattheus). Naast de ingang van de abdij staat een oude en een nieuwere, witte vuurtoren. De oude vuurtoren dateert uit 1608. Op het torenplatform werden vuren ontstoken als baken voor de zeilschepen, die tussen de pointe en de ervoor liggende rotseilandjes moesten navigeren. De eerste semafoor werd gebouwd in 1806.
In de witte vuurtoren, met rode kap uit 1835, staan grote koperen lampen om 's nachts de schepen te leiden, naar de zeegeul van Brest en verder door, naar de noordkant van Het Kanaal. 
De "pointe" heeft vele rotsinhammen. De diepe benedenliggende strandjes zijn te bereiken via uitgehouwen trapjes in de rotswanden. Deze strandjes liggen ingesloten tussen de hoge kliprotsen. In de verte voor de klippen van de "pointe" staat een vaste lichtbaken, die waarschuwt voor de vele gevaarlijke klippen langs deze kust. Men heeft van hieruit een panoramisch zicht over de Atlantische Oceaan en noordelijk over de zuidzijde van Het Kanaal en de Golf van de Manche. Naar het zuiden toe ziet men in de verte, de mistige contouren van de havenstad Brest. Vlakbij staat de cenotaaf, een monument voor de gestorven zeelieden op zee.

## De stad Ys
Volgens een eeuwenoude Bretonse legende zou hier voor de kust de verzwolgen stad Ys liggen. Door een stormvloed in vroegere tijden zou de kust zijn afgezet door geweldige stormvloeden en het beuken van de oceaangolven. Zodoende moest koning Gradlon naar het vaste gebied vluchten, doordat de stad Ys en het omliggende gebied verzwolgen werden door de stormgolven en het wegzakken van landmassa's.